# 金本悟
金本 悟（かねもと さとる、1948年 - ）は、日本の牧師、保育園園長、宣教学者。

## 経歴
広島県安芸郡海田町矢野にて出生（1948年1月23日）。父・金本源之助が東京高等師範学校時代に通っていた小石川白山教会にてローラ・モーク宣教師により幼児洗礼を受ける。4歳時に東京都練馬区東大泉に移る。
高校生時代に高校生聖書伝道協会（HiBA）を通してキリスト教信仰を持ち、早稲田大学（B.sci 1970年）・同理工学研究科修士課程修了（M.Sci 1972年）の時代にはキリスト者学生会（KGK）運動に参加、聖書神学舎、ホイートン大学（MA,1973年 米国イリノイ州）、トリニティ神学校（M.Div. 1977年 イリノイ州）、プリンストン神学校（Th.M. 1978年 米国ニュージャージー州）、ボストン大学（Ph.D課程終了 1982年 米国マサチューセッツ州）で学ぶ。
2009年に明星大学通信教育博士課程後期入学、2015年に課程終了。
イースタン・メノナイト大学紛争解決セミナー参加。お茶の水聖書学院にて「和解の福音」コースを担当。

## 職歴
- 東京キリスト教短期大学専任講師（1984年4月 - 1988年3月）
- 東京ミッション研究所総主事（1988年12月 - 2003年9月）・所長（2003年9月 - 2015年3月）
- 日本宣教学会常任理事・副理事長（2015 -2022 ）・理事長（2022－）、同学会の2005年設立に関わり、初代事務局長を務める。
- 日本神の教会連盟に属する練馬神の教会の副牧師（1982年4月 - 1988年10月）・牧師（1988年10月 - 2014年3月）・主任牧師（2014年4月 - 2019年7月）・名誉牧師（2019年8月 - ）
- 日本神の教会連盟・連盟委員長（2008年 - 2016年）、アジア太平洋神の教会連盟委員長（1994年 - 1998年、2014年 - 2022）
- 日本福音同盟の宣教委員・すっと青山担当理事・青年委員会担当理事・女性委員会担当理事を歴任。
- 2010年10月に行われたローザンヌ世界大会準備のために日本からの参加者を選考する委員会を神戸ルーテル神学校校長の正木牧人師と共に進め、大会後の2011年5月31日に日本ローザンヌ委員会設立総会を開き委員長（2010年5月-2014年8月）に就任。現在、同委員会アドヴァイザー）
- 社会福祉法人キングスガーデン東京の設立（1995年）に関わる。また練馬キングスガーデンの設立（1996年）に建築委員長として関わる。設立時より理事を務める。
- 2001年4月社会福祉法人神の教会保育園理事長に就任、2005年より神の教会保育園園長を兼任。
- 2015年「子どもの心を育むネットワーク練馬」（会長牧野郁夫医師、副会長金本悟保育園園長、顧問星山麻木明星大学教授）を設立。
- 2017年4月、社会福祉法人法改正を機に社会福祉法人神の教会保育園を社会福祉法人神教福祉会に改組。園名をヨハネの福音書15章をもとに「ぶどうの木保育園」と改称。
- 2020年3月1日より、大泉ぶどうの木教会を練馬区東大泉に設立し同教会牧師に就任。
- 2022年4月1日現在、「ぶどうの木保育園」は練馬区羽沢の地において、本園〈幼児園　定員66名〉、分園羽沢〈乳児園定員30名、分園新桜台〈乳児園　定員30名）としてキリスト教保育を行っている。
- 2025年4月1日現在、「ぶどうの木保育園」は練馬区羽沢の地において新たに園庭用地を取得し、本園（乳児園定員30名）分園新桜台（乳児定員20名）、分園羽沢（幼児定員66名）にて保育所事業を行っている。あわせて、東京都保育士等キャリアアップ推進事業も行っている。